# Saint-Martin-de-Bernegoue
Saint-Martin-de-Bernegoue is een gemeente in het Franse departement Deux-Sèvres (regio Nouvelle-Aquitaine) en telt 731 inwoners (2005). De plaats maakt deel uit van het arrondissement Niort.

## Geografie
De oppervlakte van Saint-Martin-de-Bernegoue bedraagt 17,8 km², de bevolkingsdichtheid is 41,1 inwoners per km².
De onderstaande kaart toont de ligging van Saint-Martin-de-Bernegoue met de belangrijkste infrastructuur en aangrenzende gemeenten.

## Demografie
Onderstaande figuur toont het verloop van het inwonertal (bron: INSEE-tellingen).